# ヤンバルクイナ
ヤンバルクイナ（山原水鶏、学名：Hypotaenidia okinawae）は、鳥綱ツル目クイナ科ヤンバルクイナ属に分類される鳥類である。
日本の沖縄本島北部の山原（やんばる）地域のみに生息する固有種であり、1981年（昭和56年）に発見された。和名は上記の生息地域の地名に由来し、「やんばる地方に棲むクイナ」の意。ほとんど飛ぶことができない。

## 分布
沖縄本島北部（大宜味村、国頭村、東村）の固有種。
模式標本の産地（基準産地・タイプ産地・模式産地）はフエンチヂ岳。

## 発見の経緯
1978年に与那覇岳で山階鳥類研究所の研究者に発見されてから、沖縄本島北部に位置する山原地域で種不明のクイナ類の複数の目撃例があった。1981年に特別調査チームが編成され、6月に幼鳥、7月に成鳥が捕獲された。この2羽はいずれも形態の検討等の後に放鳥され、その数か月前に元々ヤンバルクイナの個体を知る玉城長正により入手された1羽の死骸（剥製標本）とあわせて検討された結果、未記載種であることが判明し、同年末に和名をヤンバルクイナ、学名を Rallus okinawae として記載論文が発表された。この剥製標本がホロタイプ標本とされた。これは玉城長正（国頭村鳥獣保護員でヤンバルクイナの特徴を知る）が与那の道路際で発見した死骸が、玉城に新種らしき鳥の死骸確保を頼んでいた高校教諭の友利哲夫により剥製化され、山階鳥類研究所に寄贈されたものである。
この「発見」後には、本種が以前から、現地での死骸の拾得や写真撮影、鳴き声の録音の事例があったことや、方言名が存在することなども判明した。方言名としてアガチー（「せかせか歩く」の意、アガチ、アガチャとも）、ヤマドゥイ（「山鳥」の意）、シジャドウイがある。友利は「やんばるの森に（沖縄本島に生息しないはずの）キジがいるらしい」という噂も耳にしたと回想している。また、鳥声録音家、野鳥愛好家、写真家ほかによって録音、羽毛の拾得、生態写真の撮影等がなされていたことも判明した。

## 形態
全長 35 cm。翼長 15–16 cm、翼開長 48–50 cm、体重 340–430 g。上面は暗オリーブ褐色で、顔や喉は黒い。耳孔を被う羽毛（耳羽）から、後方に向かう白い筋模様が入る。眼先に白い斑点が入る。頸部から腹部にかけての下面は黒く、白い横縞が入る。尾羽基部の下面を被う羽毛（下尾筒）は黒褐色で、下尾筒の羽先は黄褐色がかった白色。体重と比較して翼の面積は小型で、翼を動かす筋肉も貧弱。初列風切内では第10初列風切が最も短い。
虹彩は赤い。眼瞼は赤橙色。嘴は太い。嘴の色彩は赤く、先端が白い。後肢は発達し太い。後肢の色彩は赤い。
繁殖様式は卵生で、3–5個の卵を産む。シダ植物や低木、草本が繁茂した地表に、枯れ葉などを組み合わせた皿状の巣を作る。卵は長径5 cm、短径3.5 cm。幼鳥は虹彩や嘴が褐色で、後肢は黄褐色。

## 分類
以前は旧ヤンバルクイナ属 Gallirallus に分類されており、Clements Checklist では2019年の時点 (v2019) でも Gallirallus に分類されている。一方で BirdLife International では2016年の時点で、IOC World Bird List では2021年の時点(v11.1)で、本種をヤンバルクイナ属 Hypotaenidia に分類している。

## 生態

### 生息環境
平地から標高500 m 以下にある主に下生えが繁茂した常緑広葉樹林に生息する。リュウキュウマツ林や採草地、海岸付近の民家周辺などで見られることもある。夜間になると樹上で休むが、これはヘビ類を避けるためだと考えられている。ほとんど飛翔することはできず、樹上6 m の高さにいた個体がほぼ羽ばたかず約45度の角度で滑空した観察例がある。薄明・薄暮時に鳴き声を挙げ、縄張りが隣接する個体同士で鳴き声を挙げ縄張りを主張する。

### 採餌
イヌビワ類などの植物質では果皮があまり消化されていなかったため、本種が種子散布者となっている可能性が示唆されている。この調査対象となった交通事故死した個体では、アシジロヒラフシアリやオキナワハンミョウ、アカメガシワなどのような道路などの開けた林縁に生息・自生する食物、ハナアブ類の幼虫のように有機汚濁の進んだ人為的な水場に生息する獲物を多く採食していたことが示唆されている。別の胃の内容物調査ではシロアゴガエルやヒメアマガエルが発見された例もある。本種の全長よりも長い、全長 58 cm のリュウキュウアオヘビを飲み込んだ個体の撮影・報告例がある。採食は林床のほか、浅い水中で行うこともある。

### 寄生者・共生者
外部寄生虫として、2005年に西銘岳で幼鳥2羽からシラミバエ科の一種 Ornithoica exilis が採取された例がある。
東邦大学の脇司や法政大学の島野智之らによる研究グループは死骸の羽を約300枚、顕微鏡で観察して新種のウモウダニを発見し、2024年に新種ヤンバルクイナウモウダニ Metanalges agachi として記載した。種小名 agachi はヤンバルクイナの地元名「アガチ」に由来する。本種は寄生ダニではなく、羽毛に発生あるいは付着した菌類、バクテリア、ゴミ、花粉などを食べており、羽毛の掃除屋としてヤンバルクイナにも利益のある相利共生の共生ダニとされる。

## 人間との関係

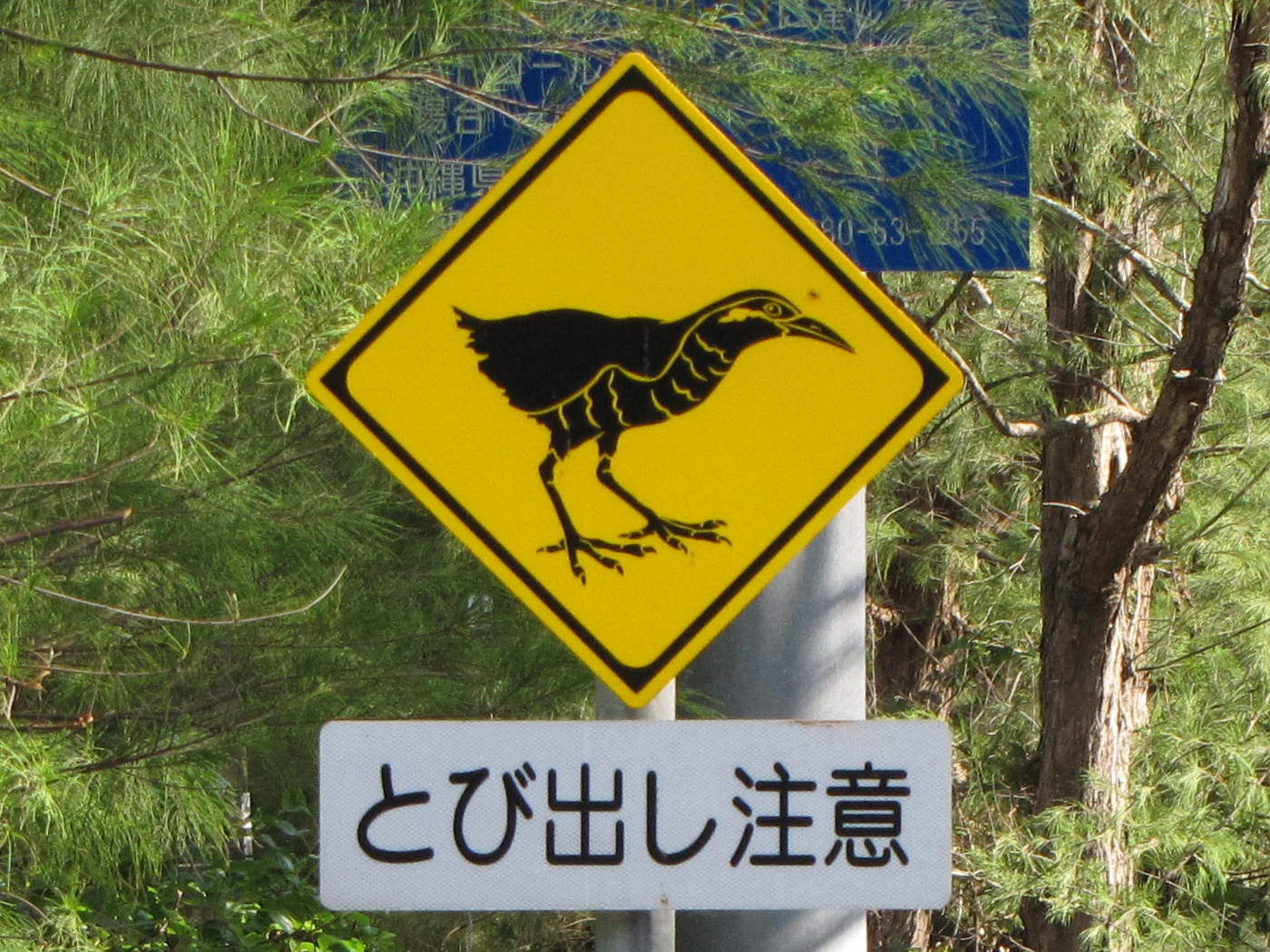
生息域に設置されている「ヤンバルクイナとび出し注意」の道路標識

2017年の時点で沖縄県レッドリストでは、絶滅危惧IA類に指定されている。
森林伐採、農地開発、林道やダムの建設による生息地の破壊や分断、交通事故、側溝への雛の滑落による衰弱死、人為的に移入されたイヌやノネコ、フイリマングースなどによる捕食などにより生息数は減少している。増加したハシブトガラス、新たに移入されたタイワンスジオなどによる影響も懸念されている。1996–2001年に本種の生態を利用して録音した鳴き声を再生して反応の有無により生息状況を確認する方法（プレイバック法）を用いた調査では、1985–1986年の調査と比較して分布の南限が10キロメートル北上して分布域が約25 %減少しているという結果が得られた。特にマングースについては沖縄本島南部から分布が北上するのとヤンバルクイナの分布の南限が北上するのが極めてよく一致していることから、本種の減少の主因であると考えられている。2000年に大宜味村、2005年に東村ではほぼ見られなくなり、連続的に分布するのは国頭村に限られた。
1998年6月から2003年6月にかけて22羽の死亡報告例があり、そのうち16羽（年あたり平均3.4羽、死亡報告例の72.7 %）は交通事故が死因とされる。5–6月に轢死による死亡例（ロードキル）が多いことも大きな問題で、これは繁殖期と重複することから雛に餌を与えるために活発に活動している、または側溝に落下した雛の周囲で警戒している親鳥が交通事故に逢う可能性が高いことが示唆されている。琉球大学の辻和希らによる、道路上に鶏の手羽元を置いてヤンバルクイナの採食を誘う実験によると、ロードキルに遭った両生類や爬虫類の死骸を餌にしようとして路上に出て、自らも車に轢かれてしまうことも一因とみられている。
1995–2014年までに、交通事故確認件数が312件（うち278件死亡）されており、そのうち5月が75件（うち死亡69件）、6月が63件（うち死亡55件）と44%がこの時期に集中している。また、特に近年交通事故認知件数は増加傾向にあり、1998–2004年は年間1–6件だったものが、2014年は47件（うち死亡43件）発生している。
2000年度から沖縄県（2001年度からは環境省も）による罠を用いたマングースやネコの駆除・捕獲が進められているが、完全駆除の目途はたっていない。マングースについては環境省や沖縄県によって専門の作業員による捕獲、北上を防止するための柵の設置、探索犬の導入などの対策が進められている。ネコについては地方自治体によって適正飼育条例が制定されたり、獣医師が中心となりマイクロチップを埋め込んだりするなどの対策が進められている。1999年には「やんばる野生生物保護センター」が設置された。2005年にNPOどうぶつたちの病院によって、「ヤンバルクイナ救急救命センター」の運営が開始された。日本では1982年に、国の天然記念物に指定されている。1993年に種の保存法施行に伴い、国内希少野生動植物種に指定されている。
ヤンバルクイナの生息数は、1985 - 1986年に約1,800羽、2005年に約720羽、2010年に845 - 1,350羽、2014年に1,500羽と推定されている。近年生息が確認できなかった大宜味村北部山中や東村高江での生息が確認されている。
2004年からは環境省で「ヤンバルクイナ保護増殖事業計画」が策定され、生態調査の実施や飼育下繁殖施設の建設が進められている。2009年からは飼育下繁殖法を確立させる試みが進められている。2015年時点の飼育個体数は68羽。繁殖については、1998年に沖縄県名護市のネオパークオキナワにて、野外から保護された卵から初めて孵化に成功した他、2007年にNPO法人どうぶつたちの病院沖縄の施設にて卵の救護による育成個体同士による自然孵化及び人工孵化、また、環境省がヤンバルクイナ飼育・繁殖施設にて、2012年に4羽の自然孵化に成功。また、2014-5年には、ヤンバルクイナ救命救急センター（NPO法人どうぶつたちの病院沖縄所有）にて飼育下繁殖個体同士からの第2世代のヒナ3羽の孵化に成功している。
絶滅危惧IA類 (CR)（環境省レッドリスト）

### 和名の由来
和名は沖縄本島北部をヤンバル（山原）と呼ぶことに由来する。新種の記載に先立って、1981年に現地で捕獲調査を実施した山階鳥類研究所の調査チームの間では、和名として「ヤンバルクイナ」か「ヤンバルフミル」（「フミル」はバンの地方名）にしようという話し合いがなされていた。当時は「ヤンバル」という名前は一般的でない名称であったため、山階鳥類研究所の内部では「オキナワクイナ」という名称が相応しいという意見もあったが、「鳥の保護には地元の理解と協力が不可欠なので、それにより具体的なヤンバルを名前に入れるのがよい」という判断から、最終的に「ヤンバルクイナ」という和名がつけられた。これ以前にも「ヤンバル」を冠した生物名称はあったが、全国的に広く知られるようになったのは本種の命名以来のことである。

### 発見・命名の影響

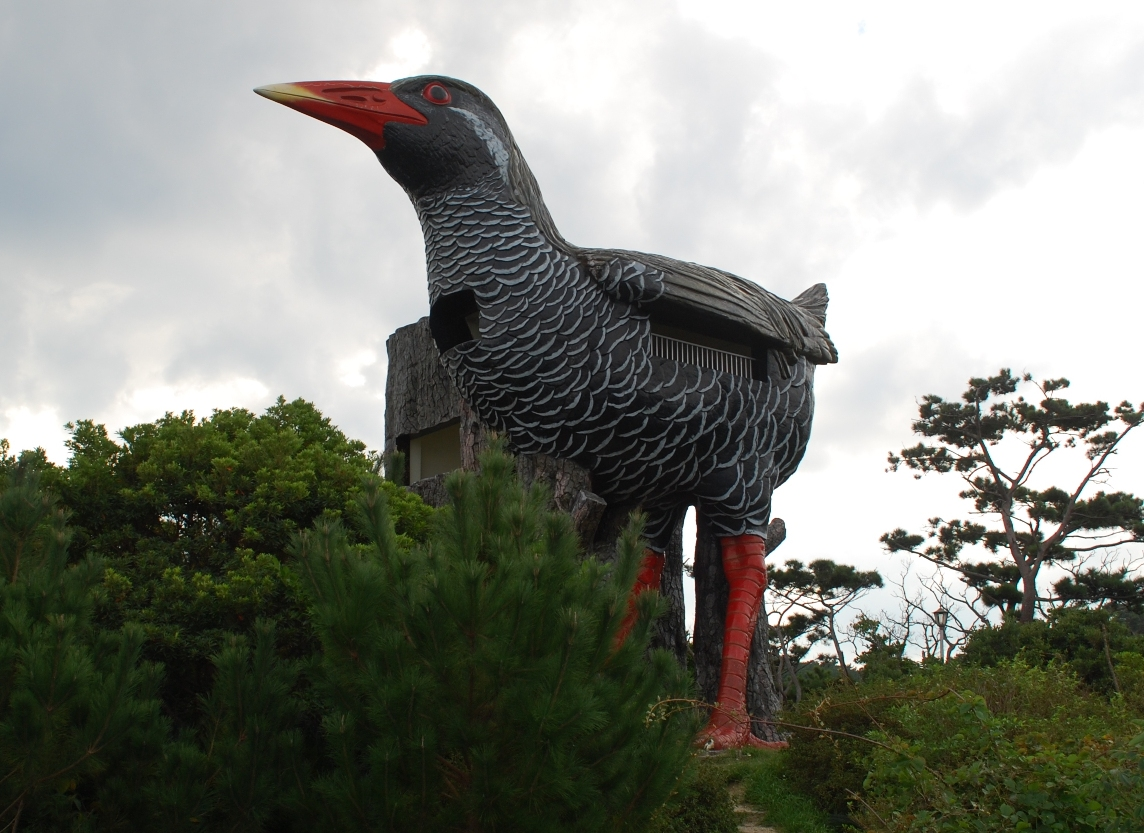
辺戸岬にあるヤンバルクイナ展望台

ヤンバルクイナの発見は、沖縄においても大きく取り上げられ、その目立つ姿も手伝って話題となった。1987年の沖縄・海邦国体ではマスコットキャラクター「クィクィ」のモチーフとして用いられた。また、これに前後してヤンバルテナガコガネが発見されたこともあり、沖縄はいわば新種ブームのようなものが起こるに至った。
当時全日本ライトフライ級のプロボクサーで後にWBA世界ライトフライ級王者となる渡嘉敷勝男は、所属する協栄ボクシングジムの金平正紀会長から「ヤンバルクイナ」の通称をつけられるなど、多くの場所で本種の名前が使用された。本種があまりに有名になったので、沖縄の県鳥だと思っている人も多いが、県鳥はノグチゲラである。

## 外部リンク

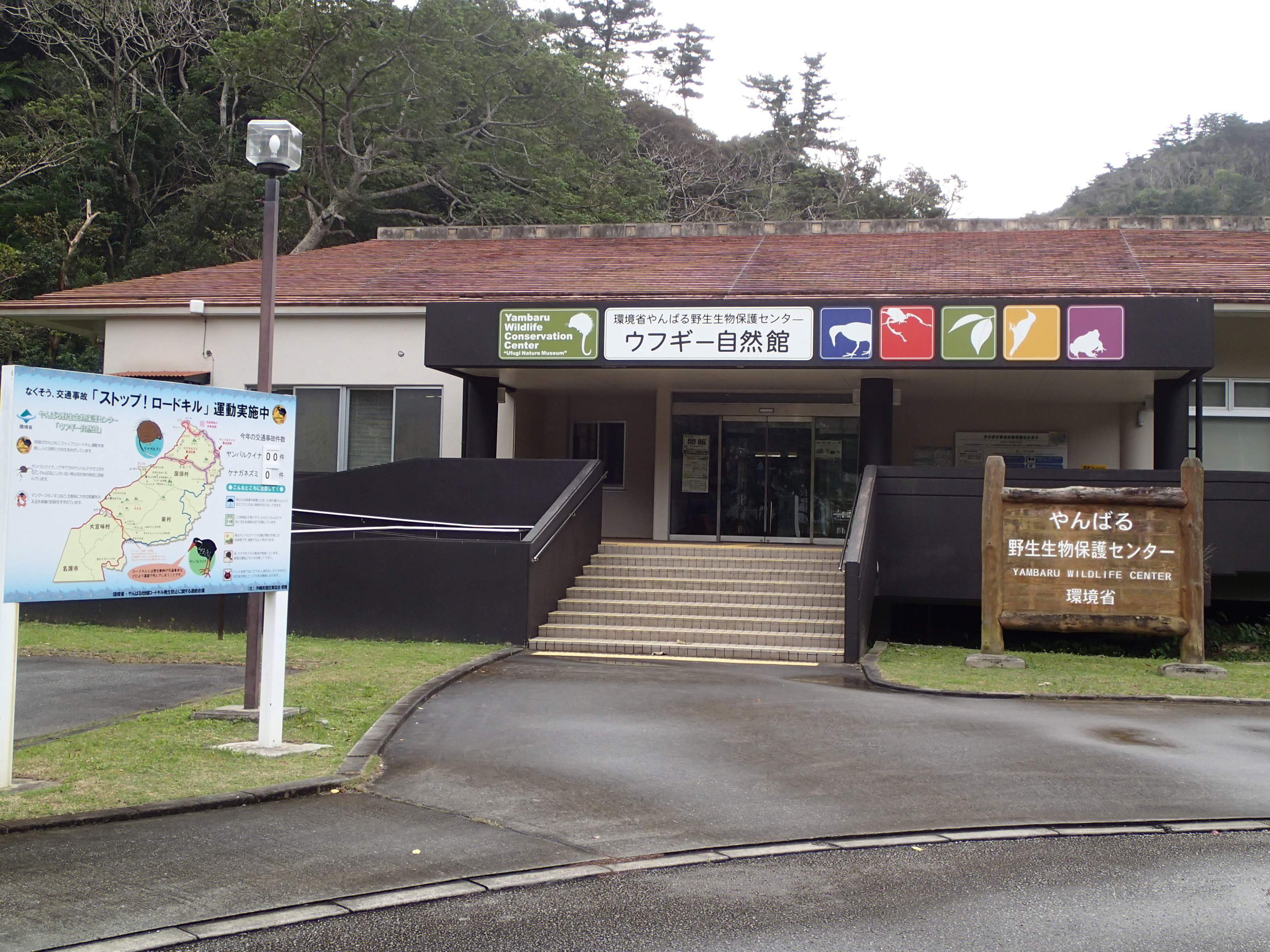
やんばる野生生物保護センター「ウフギー自然館」